# Prinsesse Charlottes Gade
Prinsesse Charlottes Gade er en gade på Nørrebro i København, der går fra Meinungsgade i sydøst til Jagtvej i nordvest. Gaden er bebygget med en blanding af etageejendomme og forskellige skoler og uddannelsesinstitutioner.
Gaden blev anlagt i 1850'erne. Den lå oprindeligt langs med østsiden af Svendsens reberbane, der fremstillede reb og tovværk i en flere hundrede meter lang bygning. Omkring 1862 blev gaden opkaldt efter prinsesse Charlotte Frederikke (1784-1840), der var den senere kong Christian 8.'s første hustru og mor til den daværende kong Frederik 7. Sidstnævnte har lagt navn til den tilstødende Frederik VII's Gade, men navnene har ikke nogen lokal tilknytning. 

## Bygninger
I nr. 34-36 ligger den private Nørrebro Lilleskole. Bygningen tilhørte tidligere den jødiske privatskole Carolineskolen. Oprindeligt var det Mosaisk Drengeskole, der flyttede dertil fra Skindergade i 1912, men efter anden verdenskrig blev den slået sammen med den jødiske pigeskole. I 1974 flyttede Carolineskolen til et tidligere strømpefabrik på Bomhusvej på Østerbro. I 2017 flyttede den videre til et gammelt palæ på Strandvejen i Hellerup. Nørrebro Lilleskole blev oprettet i 1975.
I nr. 38 ligger KEA Prinsesse Charlottes Gade, der er en afdeling af Københavns Erhvervsakademi (KEA). Bygningen blev oprindeligt opført som en afdeling af Det tekniske Selskabs Skole i 1900 efter tegninger af Frederik Bøttger og Christian Larsen. Den huser nu KEA's uddannelser indenfor byggeri og teknik.
Den tidligere Prinsesse Charlottes Gades Skole i nr. 46 var en af de første grundskoler på Nørrebro. Den blev opført som en filial af Nørrebros friskole, den senere Sct. Hans Torvs skole, i 1874-1875 efter tegninger af Hans Jørgen Holm. I 1889 blev den betalingsskole men med en tilhørende friskoleafdeling. I 1915 blev den kommuneskole. Den blev nedlagt i 1980, og året efter flyttede specialskolen Skolen i Charlottegården ind. De flyttede senere til Frederikssundsvej. Den gamle skolebygning blev overtaget af vuggestuen og børnehaven Hulahophuset i 2014.
En til skole vender gavlen ud mod Prinsesse Charlottes Gade. Det er hovedbygningen fra den tidligere Sjællandsgade Skole, der blev opført i 1887 efter tegninger af Hans Jørgen Holm. På gavlen er der et relief, der blev opsat af skolens elever som minde om Sønderjyllands genforening med Danmark i 1920. Skolen er stadig aktiv men blev fusioneret med Stevnsgade Skole til Guldberg Skole i 2006. På området bag skolen har den fået en legeplads, efter at nogle bygninger langs med Prinsesse Charlottes Gade og et stykke af Frederik VII's Gade forsvandt ved saneringer.
Etageejendommen nr. 53-57 overfor Hulahophuset blev opført af Københavns Garversvende i 1884, hvilket fremgår af en inskription på facaden. Lidt derfra vidner en plade på hjørneejendommen Fyensgade 9 / Prinsesse Charlotte Gade 49-51 om, at den lokale folkekirke Simeons Kirke købte den i 1936, og indrettede stueetagen og første sal til Simeons sogns hjem for gamle. Her kunne enlige ældre bo og få ordentlig mad uden at skulle bruge hele deres aldersrente på det, noget der ikke var en selvfølge på den tid.